# Birgit Schaller

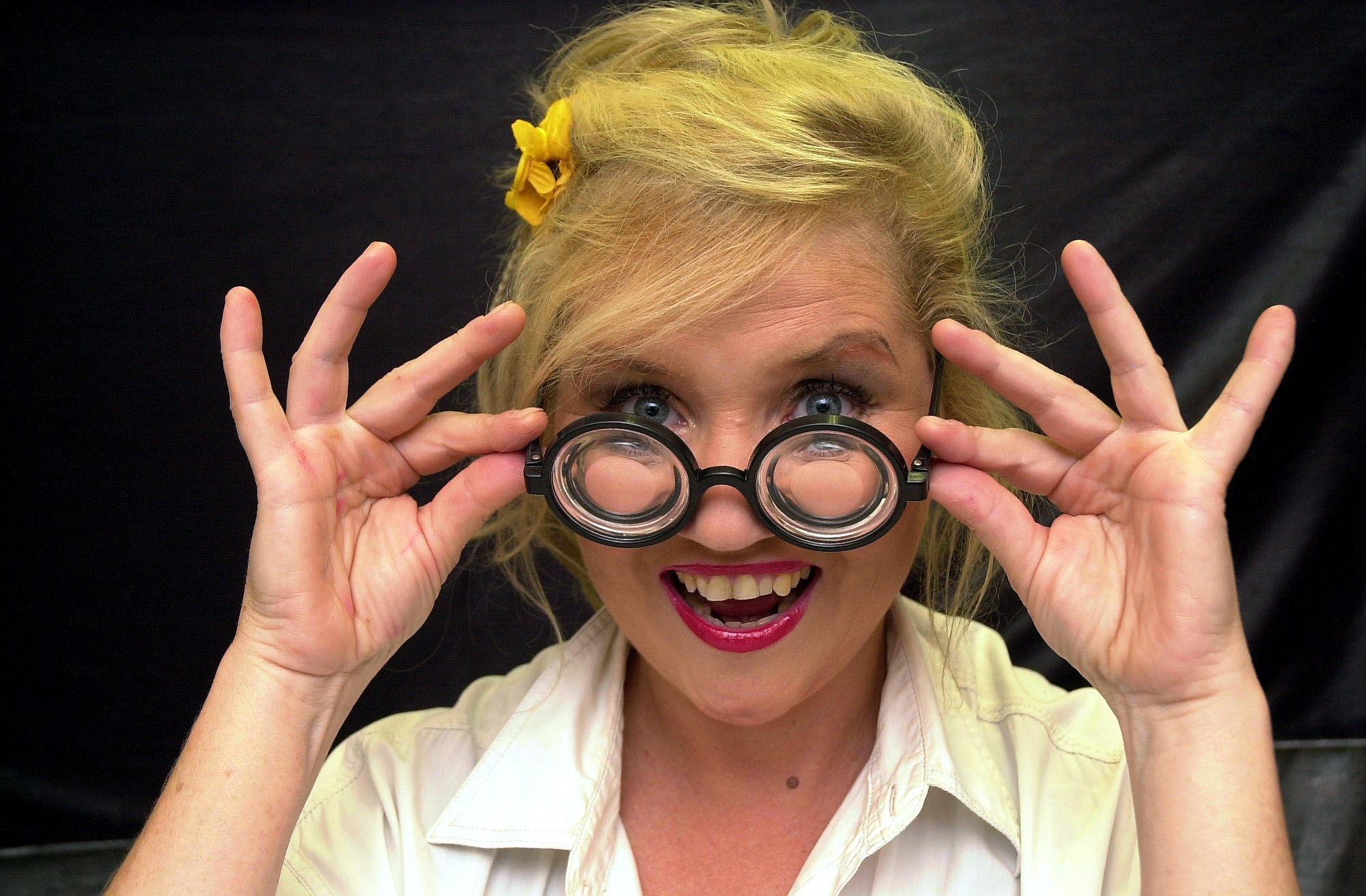
Birgit Schaller

Birgit Schaller (* 30. September 1961 in Burgstädt) ist eine deutsche Schauspielerin, Sängerin und Kabarettistin. Seit 1987 ist sie Teil des Ensembles des Dresdner Kabarett-Theaters „Die Herkuleskeule“. Dort ist Birgit Schaller in Ensemble-Programmen sowie in zwei Solo-Programmen zu sehen mit regelmäßigen Gastspielen in Deutschland und der Schweiz.

## Werdegang
Birgit Schaller schloss zunächst ein Musikstudium im Hauptfach Querflöte an der Hochschule für Musik „Carl Maria von Weber“ in Dresden ab. Parallel stand sie im Dresdner Amateurkabarett „Die Lachkarte“ des VEB Robotron auf der Bühne. Nach Abschluss ihres Studiums war sie Ensemblemitglied des „Schicht-Theaters“.
1987 wurde sie Teil des „Herkuleskeulen“-Ensembles und absolvierte parallel ein Schauspielstudium an der Hochschule für Schauspielkunst „Ernst Busch“.
Schaller lebt in Dresden-Pillnitz und ist seit 1987 mit dem Autor Wolfgang Schaller verheiratet. Sie haben einen gemeinsamen Sohn.

## Inszenierungen an der Herkuleskeule
- „Überlebenszeit“ (1988)
- „Rassefrauen“ (1990)
- „Warten auf k.o.“ (1991)
- „Gibt es ein Leben vor dem Tod“ (1992)
- „Bar aller Illusionen“ (1993)
- „Perlen vor die Säue“ (1995)
- „Heimaterde“ (1996)
- „Der finale Stuß“ (1998)
- „So weit sind wir gekommen“ (1999)
- „Grand Brie“ (2000)
- „Komische Leichen“ (2001)
- „Robinsöhne“ (2003)
- „Café Sachsen“ (2001)
- „Der letzte Schrei“(2004) – Soloprogramm
- „Drei Engel für Karli“ (2008)
- „Budenzauber“ (2009)
- „Morgen wars schöner“ (2010)
- „Gallensteins Lager“ (2012)
- “Alarmstufe Blond” (2013) – Soloprogramm
- “Die Zukunft lügt vor uns” (2015)
- “Lachen wenns zum Heulen ist” (2016)
- ”Ballastrevue” (2017)
- ”Freibier wird teurer” (2018)
- “Durch Traum und Zeit” (2019)
- "Verweile doch noch bin ich schön" (2023) – Soloprogramm

## Weitere Auftritte
- Gala anlässlich des 80. Geburtstages von Dieter Hildebrandt in der Akademie der Künste Berlin, mit Werner Schneyder und Georg Schramm (2007)[2]
- Gastrolle als Fürstin "Kokozowa" in "Der Graf von Luxemburg" an der Staatsoperette Dresden (2011)[2]
- Lesungen aus der Buchreihe "Harry Potter" im Dresdner "Haus des Buches" (2005 und 2007)[2]
- Auftritt bei “Ladies Night” – Folge vom 22. November 2014 im ARD-Fernsehen[4]